# Tapeinochilos naumannii
Tapeinochilos naumannii är en enhjärtbladig växtart som beskrevs av Otto Warburg. Tapeinochilos naumannii ingår i släktet Tapeinochilos och familjen Costaceae. Inga underarter finns listade.